# Andrej Petrovič Zvjagincev
Andrej Petrovič Zvjagincev (in russo Андрей Петрович Звягинцев?; Novosibirsk, 6 febbraio 1964) è un attore e regista russo.

## Biografia
Cresciuto a Novosibirsk, in Siberia occidentale, si diploma nel 1984 come attore alla scuola di recitazione cittadina. Nel 1986 si trasferisce a Mosca dove prosegue gli studi all'Università russa di arti teatrali fino al 1990. Ha poi lavorato come attore per teatro, cinema e televisione fino al 2000, anno in cui ha iniziato a dedicarsi alla regia.
Il film d'esordio Il ritorno del 2003 ha avuto un grande successo e ha ricevuto numerosi premi tra cui il Leone d'oro al Festival di Venezia. Successivamente Zvjagincev ha diretto Izgnanie nel 2007 (vincitore del Premio per la miglior interpretazione maschile al Festival di Cannes al protagonista Konstantin Lavronenko) ed Elena nel 2011 (che ha ricevuto il premio Un Certain Regard).
Nel 2014 si aggiudica con Leviathan il Prix du scénario al festival di Cannes ed il Golden Globe per il miglior film straniero. Nel 2017 ha scritto e diretto Loveless, film che ha ottenuto importanti riconoscimenti a livello internazionale fra cui il Premio della giuria al Festival di Cannes, il Premio César per il miglior film straniero 2018, nonché due candidature nella medesima sezione al Golden Globe e al Premio Oscar.

## Filmografia
- The Black Room (2000, serie TV)
- Il ritorno (2003)
- Izgnanie (2007)
- New York, I Love You (2009, episodio Apocrypha, poi tagliato)
- Elena (2011)
- Leviathan (2014)
- Loveless (Nelyubov) (2017)

## Riconoscimenti
- Golden Globe
  - 2015 – Miglior film straniero per Leviathan
  - 2018 – Candidatura per il Miglior film straniero per Loveless

- Mostra del Cinema di Venezia
  - 2003 – Leone d'oro per Il ritorno

- Festival di Cannes
  - 2014 – Prix du scénario per Leviathan
  - 2014 – Candidatura alla Palma d'oro per Leviathan
  - 2017 – Premio della giuria per Loveless
  - 2017 – Candidatura alla Palma d'oro per Loveless